# Homoneura hyalina
Homoneura hyalina är en tvåvingeart som beskrevs av Kim 1994. Homoneura hyalina ingår i släktet Homoneura och familjen lövflugor. Inga underarter finns listade i Catalogue of Life.